# 謝東山
謝東山（1506年—1586年），字陽昇，又字少安，號高泉，四川潼川州射洪縣人，明朝政治人物。

## 生平
嘉靖七年（1528年）四川鄉試第三名舉人。嘉靖二十年（1541年），登進士第二甲第六名。授兵部主事，歷郎中。嘉靖三十一年（1552年）三月升任贵州提学副使。累官至山東按察使，三十八年五月升本省右布政使，进左布政，四十年七月升都察院右副都御史、巡撫山東。四十一年五月被革职閑住。

## 著作
謝東山著作頗豐，有《近闢軒集》四十卷、《詩抄》四十卷，《詩話》四卷、《中庸集說啟蒙》一卷、《貴陽圖考》二十六卷、《明近體詩抄》二十九卷等，並刪正《嘉靖貴州通志》十二卷。

## 家族
曾祖謝文高；祖父謝愛；父謝應宗，曾任壽官，母張氏。严侍下。兄謝良臣，贡士。